# Éjszakáról éjszakára
Az Éjszakáról éjszakára Kovács Kati harminchetedik albuma. Az énekesnő pályafutásának jubileuma alkalmából a Reader's Digest kiadónál Napfényes álom címmel jelent egy médiaköny + 3 CD-s BOX-SET. A harmadik válogatás albumra duettek, külföldi slágerfeldolgozások, valamint igazi ritkaságok, különlegességek kerültek.

## Dalok
1. Woman in love
2. Éjszakáról éjszakára - Hofi Gézával
3. Hol van már? (Respiro)
4. Bodrog partján
5. Aphrodité gyermekei II. - Takáts Tamással
6. Nem biztos semmi
7. Nem kéne mondanom
8. One Way Ticket
9. Guilty - Jakab Györggyel
10. Egy összegyűrt levél
11. Láttam, ne tagadd
12. Bár itt lehetnél
13. Ugyanez az utca ez
14. Sírni, ilyen nyíltan sírni
15. Féltelek - Soltész Rezsővel
16. Neked se jó
17. Papa Don’t Preach
18. Zenés étlap - Hofi Gézával és Koós Jánossal
19. Kérdés önmagamhoz

## Közreműködők
- Kovács Kati
- Neoton Família (1, 8, 9)
- Bakfark Consort, Camerata Hungarica, CÉH egylet, Kaszakô együttes ()
- Benkő László (5)
- László Attila, ifj. Rátonyi Róbert, Dorozsmai Péter (4)
- Atlantis (16)
- Lerch István (17)
- Lippényi Gábor (17)
- Szigeti Ferenc (17)
- Universal együttes (7, 19)
- Tolcsvayék és Triók (11)
- Harmónia vokál (13, 14)
- Stúdió 11 (2, 18)
- MRT Vonós Tánczenekara (3, 10)
- Gemini együttes (6)